# Paraloricaria agastor
Paraloricaria agastor är en fiskart som beskrevs av Isbrücker, 1979. Paraloricaria agastor ingår i släktet Paraloricaria och familjen Loricariidae. Inga underarter finns listade i Catalogue of Life.